# Liste der Gouverneure von Hebei
Dies ist die Liste der Gouverneure der chinesischen Provinz Hebei.
| Name           | Amtszeit  |
| -------------- | --------- |
| Yang Xiufeng   | 1949–1952 |
| Lin Tie        | 1952–1958 |
| Liu Zihou      | 1958–1967 |
| Li Xuefeng     | 1968–1971 |
| Liu Zihou      | 1971–1979 |
| Li Erzhong     | 1980–1982 |
| Liu Bingyan    | 1982–1983 |
| Zhang Shuguang | 1983–1986 |
| Xie Feng       | 1986–1988 |
| Yue Qifeng     | 1988–1990 |
| Cheng Weigao   | 1990–1993 |
| Ye Liansong    | 1993–1998 |
| Niu Maosheng   | 1998–2002 |
| Ji Yunshi      | 2002–2006 |
| Guo Gengmao    | 2006–2008 |
| Hu Chunhua     | 2008–2009 |
| Chen Quanguo   | 2009–2011 |
| Zhang Qingwei  | 2011–2017 |
| Xu Qin         | 2017–     |